# Lista de monarcas de Kent
Este artigo é uma Lista de rei do Reino anglo-saxão de Kent.
As datas aqui apresentadas podem várias, devido à escassez de fontes que confirmam esses dados. Normalmente, mais de um rei governou Kent. Alguns historiadores modernos afirmam que muitos reis não foram pessoas de verdade, mas apenas figuras mitológicas.

## Lista de Reis deKent
| Duração Reino                                         | Regente                  | Títulos | Notas |
| ----------------------------------------------------- | ------------------------ | --- | --- |
| desconhecido                                          | Hengest                  | sem título | pai de Oisc                                                                                                |
| desconhecido                                          | Horsa                    | sem títulos | irmão de Hengest                                                                                           |
| desconhecido                                          | Oisc (Oesc, Aesc, Oeric) | sem títulos | filho de Hengest                                                                                           |
| desconhecido                                          | Octa (Octha)             | sem títulos | filho de Oisc                                                                                              |
| desconhecido                                          | Eormenrico               | sem títulos | pai de Etelberto I                                                                                         |
| falecido em 24 de fevereiro de 616                    | Etelberto I              | sem títulos genuínos | primeiro rei cristão de Kent                                                                               |
| fevereiro de 616 a 20 de janeiro de 640               | Eadbaldo                 | sem títulos genuínos | filho de Etelberto I                                                                                       |
| desconhecido                                          | Etelvaldo                | sem títulos | contemporâneo ao Papa Bonifácio V (619-625)                                                                |
| janeiro de 640 a 14 de julho de 664                   | Eorcenberto              | sem títulos | filho de Eadbaldo                                                                                          |
| desconhecido                                          | Etelvaldo                | Irminredo | irmão de Eorcenberto                                                                                       |
| julho de 664 a 4 de julho de 673                      | Egberto I                | sem títulos | filho de Eorcenberto                                                                                       |
| assumiu em 674 ou 675, falecido em 685                | Clotário                 | Lotharius rex Cantuariorum Lotharius rex Cancie Clotharius Hlotharius | filho de Eorcenberht; reinando juntamente com Eadrico                                                      |
| 685 a 686                                             | Eadrico                  | Eadricus rex Cantuariorum Ædricus rex Edricus | filho de Egberto I; reinando juntamente com Clotário                                                       |
| assassinado em 687                                    | Mul                      | Mulo rege regnum Cantie | irmão de Cædwalla de Wessex                                                                                |
| assumiu em 687 ou 688, reinou até 692                 | Suebardo                 | Suebhardus rex Cantuariorum Sueaberdus rex Cantie | filho de Seberto de Essex, reinando juntamente em Kent com Osvino e Vitredo                                |
| cerca de 689                                          | Esveberto                | Gaberto Suebertus rex Cantuariorum | juntamente com Osvino                                                                                      |
| cerca de 689 a 690                                    | Osvino                   | Oswynus rex Cantie Oswinus rex Cantuariorum | juntamente com Esveberto e Suebardo                                                                        |
| assumiu em 691 ou 692 e faleceu em 23 de abril de 725 | Vitredo                  | Wihtredus rex Cantie Wythredus rex Cantuariorum Wihtredus rex Cantuariorum | filho de Egberto I; reinou juntamente com Suebardo                                                         |
| sucedido em 725                                       | Elfrico                  | sem títulos | filho de Vitredo; sucedeu juntamente com seus irmãos Etelberto II e Eadberto I                             |
| 725 a 748                                             | Eadberto I               | Eadbertus rex Cantuariorum terram dimidii Ædbeortus rex Cantie | filho de Vitredo; reinou juntamente com seus irmãos Etelberto II e Elfrico                                 |
| Sob o comando de Mércia                               |                          | | |
| 725 a 762                                             | Etelberto II             | Æthilberhctus rex Cantie Athelbertus rex | filho de Vitredo; reinou juntamente com seus irmãos Eadberto I e Elfrico, e seus sobrinho Eardulfo         |
| desconhecido                                          | Eardulfo                 | Earduulfus rex Cantuariorum Eardulfus rex Cantiae | filho de Eadberto I; reinou juntamente com Etelberto II; contemporâneo com o arcebispo Cuteberto (740-760) |
| cerca de 762                                          | Eadberto II              | Eadberht rex Cantiae Ædbertus rex Eadbertus rex Cantie | juntamente com Sigeredo                                                                                    |
| cerca de 762                                          | Sigeredo                 | Sigiraed rex Cantiae Sigeredus rex dimidie partis prouincie Cantuariorum | juntamente com Eadberto II                                                                                 |
| desconhecido                                          | Eanmundo                 | Eanmundus rex | contemporâneo com o arcebispo Bregovino (761-764)                                                          |
| cerca de 764 a 765                                    | Heaberto                 | Heaberhtus rex Cantie Heaberhtus rex | juntamente com Egberto II                                                                                  |
| cerca de 765 a 779                                    | Egberto II               | Ecgberhtus rex Cantie Egcberhtus rex Cantiae Egcberht rex Cantie Egcberth rex Cantie Egcberhtus rex | juntamente com Heaberto                                                                                    |
| cerca de 784                                          | Ealmundo                 | Ealmundus rex Canciæ | pai de Egberto III                                                                                         |
| Sob o comando de Offa de Mércia (785–796).            |                          | | |
| 796 a 798, deposto                                    | Eadberto III Præn        | sem títulos; em moedas: EADBEARHT REX | Deposto e mutilado por Coenulfo                                                                            |
| assumiu em 797 ou 798, falecido em 807                | Cutredo                  | Cuthredus Rex Cantiae Cuðred rex Cantiae Cuðredus rex cantwariorum | irmão de Coenulfo e Ceolnulfo                                                                              |
| cerca de 809                                          | Coenulfo                 | Ceonulfus Christi gracia rex Merciorum atque provincie Cancie | irmão de Cutredo e Ceolnulfo; também rei de Mércia (796-821)                                               |
| cerca de 822 a 823                                    | Ceolulfo                 | Ceolwulf rex Merciorum vel etiam Contwariorum Ceolwulf rex Merciorum seu etiam Cantwariorum | irmão de Cutredo e Coenulfo; também rei de Mércia (821-823)                                                |
| deposto em 825                                        | Baldredo                 | sem títulos; em moedas: BALDRED REX CANT | removido por Etelvulfo in 825                                                                              |
| 825 a 839                                             | Egberto III              | Ecgberht rex occidentalium Saxonum necnon et Cantuariorum | filho de Ealmundo; reinou em Kent juntamente com seu filho Etelulfo; também rei de Wessex (802-839)        |
| 825 a 858                                             | Etelulfo                 | Aetheluulf rex Æðeluulf rex Cantrariorum Æthelwolf gratia Dei rex Kanciae Ætheluulf rex Cancie Aeðeluulf Rex Cancie Aetheluulf gratia Dei rex occidentalium Saxonum seu etiam Cantuuariorum Aeðeluulf gratia Dei rex occidentalium Saxonum nec non 7 Cantuariorum Eðelwulf rex occidentalium Saxonum nec non et Cantuariorum Eðeluulfus rex Occidentalium Saxonum necnon et Cantuariorum Æðelulf rex misericordia Dei occidentalium Saxonum ; necnon & Cantuuariorum | juntamente com seu pai Egberto III e com seu filho Etelstano; também rei de Wessex (839-856)               |
| cerca de 839 a 851                                    | Etelstano I              | Edelstan rex Kancie Ethelstan Rex Aeðelstan rex Aedelstan rex | juntamente com seu pai Æðelwulf                                                                            |
| cerca de 855 a 865                                    | Etelberto III            | Aeðelberht rex Eþelbearht rex Eðelbearht rex Æthelbertus occidentalium Saxonum necnon et Cantuariorum rex Aeðelbearht rex Occidentalium Saxonum seu Cantuuariorum Aeðælberht rex Occidentalium Saxonum seu Cantuariorum Eðelbearht rex occidentalium Saxonum nec non et Cantuariorum | juntamente com seu pai Etelulfo; também rei de Wessex (860-865)                                            |
| 865 a 871                                             | Etelredo I               | Eðelred rex occidentalium Saxonum . non et Cantwariorum Aeðered rex Occidentalium Saxonum necnon et Cantuariorum | filho de Etelulfo; também rei de Wessex (865-871)                                                          |